# Alexis Lafrenière
Alexis Lafrenière (Saint-Eustache, Quebec, 11 de octubre de 2001) apodado Laffy, es un jugador profesional canadiense de hockey sobre hielo que se desempeña en la posición de extremo izquierdo en New York Rangers, equipo de la National Hockey League (NHL).

## Carrera
Fue seleccionado en la primera ronda en la NHL Entry Draft de 2020. Hizo su debut profesional con el equipo New York Rangers, donde lleva jugando cuatro temporadas.